# Egyesülés (kémia)
Egyesülésnek (szintézisnek) nevezzük azt a kémiai reakciót, amelynek során két vagy több anyag egy anyaggá alakul. Többnyire exoterm (hőtermelő) folyamat.

Például:
2 Mg(sz) + O2(g) → 2 MgO(sz)
2 CO(g) + O2(g) → 2 CO2(g)
NH3(g) + HCl(g) → NH4Cl(sz)
CO2(g) + H2O(f) →H2CO3
Fe+S → FeS
Zn+S → ZnS
2 Na+Cl2 → 2 NaCl
Az addíció és a polimerizáció szintén egyfajta egyesülés.
Például:
CH2 = CH2 + H2 → CH3−CH3 (addíció)
n CH2 = CH2 → (−CH2−CH2−)n (polimerizáció)